# Dziga Vertov
Dziga Vertov (russisk: Дзига Вертов) (født 2. januar 1896 i Białystok i det Russiske Kejserrige, død 12. februar 1954 i Moskva i Sovjetunionen) var en sovjetisk filminstruktør.

## Filmografi
- Sjette af verden (Шестая часть мира, 1926)[1]
- Manden med kameraet (Человек с киноаппаратом, 1929)[2][3]
- Entusiasme: Donbass symfoni (1931)
- Tre sange om Lenin (1934)
- Vuggevise (Колыбельная, 1937)